# Jean Grave
Pour les articles homonymes, voir Grave.
Jean Grave, né le 16 octobre 1854 au Breuil-sur-Couze et mort le 8 décembre 1939 à Vienne-en-Val, est un militant anarchiste français.
Initialement socialiste, il devient communiste libertaire à partir de 1880.
Il est l'homme de confiance des intellectuels et des philosophes, groupés autour d'un journal qui eut successivement pour titre : Le Révolté, La Révolte, Les Temps nouveaux. Les inspirateurs en sont Pierre Kropotkine et le géographe Élisée Reclus. Sous ses différentes déclinaisons, ces publications sont considérées comme « le principal journal anarchiste français » pour la période concernée.
Lors de la Première Guerre mondiale, il est l’un des signataires du Manifeste des Seize rassemblant les libertaires partisans de l'Union sacrée face à l'Allemagne.

## Biographie

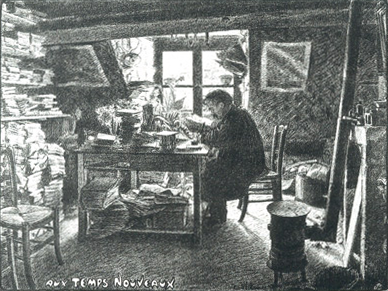
Jean Grave à la rédaction des Temps Nouveaux.

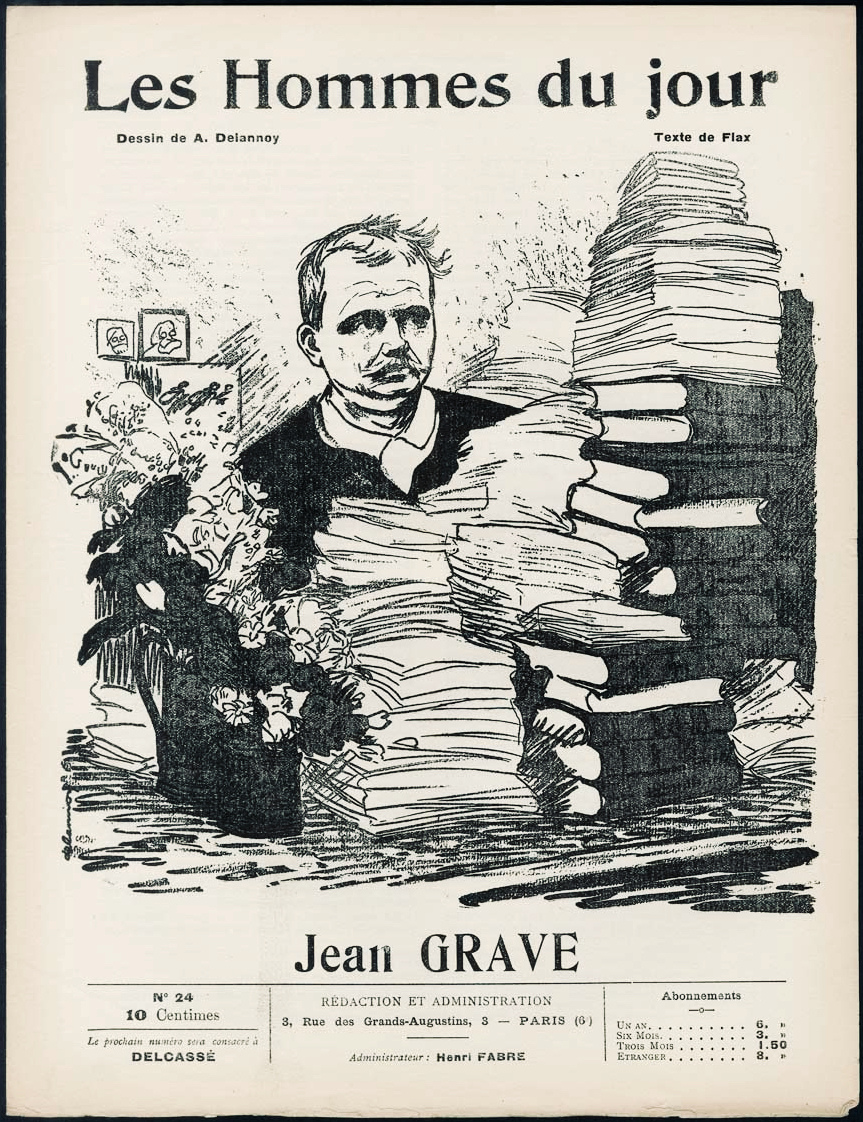
Les Hommes du jour, no 24, 1908, dessin de Aristide Delannoy.

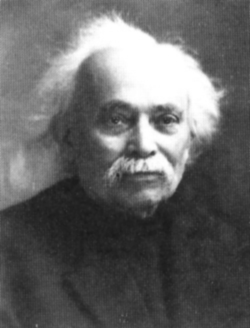
Jean Grave.

Jean Grave est le fils de Jean Grave, meunier, et d'Élisabeth Crégu.
Savetier devenu journaliste révolutionnaire, indéfectiblement lié à Kropotkine, Jean Grave est un des pionniers de l’anarchisme en France. Personnalité aussi discrète qu’entêtée, il anime durant trente et un ans un des hebdomadaires anarchistes de référence, en tout cas le plus doctrinal. En 1908, dans le numéro de la revue Les Hommes du jour qu’il lui consacre, Victor Méric en fait ce portrait : « Il n’y a pas grand-chose à dire sur cet homme. Comme les peuples heureux, Jean Grave n’a pas d’histoire — pas même de sales histoires qui puissent permettre à la malignité de s’exercer. [...] De plus Jean Grave est très fermé. C’est l’homme le moins loquace de la Création. Il ne dit rien. Il ne veut rien dire sur lui. Il se cantonne dans un mutisme sauvage. [...] Quoi qu’il en soit, il faut le prendre tel qu’il est ; malhabile à la parole, brusque et entêté — d’aucuns disent un peu étroit — mais simple, sans grands besoins, sans vanité et travailleur infatigable. »
Jean Grave naît en Auvergne, dans une famille pauvre qui quitte cette région en 1860 pour s'installer à Paris, où il commence à étudier à l'école des frères. Il publie en 1892, La société mourante et l'anarchie, vulgarisation des thèses de Kropotkine qui lui vaut par la suite, après le vote des lois scélérates, deux ans de prison et 1 000 francs d'amendes pour provocation au pillage, au meurtre, au vol, à l'incendie, etc.
Il crée, le 4 mai 1895, la revue Les Temps nouveaux qui fait paraître plus de 900 numéros auxquels collaborent des auteurs et artistes comme Kropotkine, Élisée Reclus, André Girard, Pierrot, Octave Mirbeau, Félix Fénéon, Camille Pissarro, Maximilien Luce, Charles Angrand. La revue permet à Émile Armand de découvrir l'anarchisme.
Il écrit aussi Les aventures de Nono, une utopie libertaire pour enfants ; le livre est utilisé dans les écoles modernes, après une traduction d'Anselmo Lorenzo. Il est toutefois moins populaire en France.
Jean Grave est, en 1916, l'un des signataires du Manifeste des Seize, réunissant plusieurs militants anarchistes de longue date qui prennent parti pour le camp des Alliés et contre l’« agression allemande » lors de la Première Guerre mondiale.
Pour sa garde vigilante de la « pure doctrine » communiste libertaire, il reçoit les critiques de plusieurs libertaires dont Victor Serge et Rirette Maîtrejean qui l'accusent de sectarisme. Jean Grave, qui ne supporte pas les individualistes, illégalistes et naturiens, est aussi l’ennemi d'Albert Libertad au sein du mouvement libertaire, allant jusqu'à faire courir la rumeur qu’Albert Libertad était un indicateur de police.
Jean Grave livre une critique peu élogieuse dans Les Temps Nouveaux le 15 juillet 1909 des mémoires publiés par Victorine Brocher Souvenirs d'une morte vivante, critiquant l'omission des évènements du 22 janvier 1871 et une erreur sur l'explosion de la cartoucherie Rapp. Victorine Brocher lui répond par un article dans le même quotidien le 2 octobre 1909 que l'omission du 22 janvier est due à l'oubli d'une page lors de l'impression du livre, et elle la fait imprimer dans le journal,,,.

## Citations
- « La besogne révolutionnaire consiste d'abord à fourrer des idées dans la tête des individus ». Les Temps nouveaux, 12-18 décembre 1896.
- « Si vous voulez rester hommes, ne soyez pas soldats ; si vous ne savez pas digérer les humiliations, n'endossez pas l'uniforme. Mais pourtant, si vous avez commis l'imprudence de le revêtir, et qu'un jour vous vous trouvez dans cette situation de ne pouvoir vous contenir sous l'indignation, n'insultez ni ne frappez vos supérieurs ! Crevez-leur la peau : vous n'en paierez pas davantage. » La société mourante et l'anarchie, 1893.

## Œuvres
- La Société mourante et l’Anarchie, 1893, texte intégral.
- Le Fétichisme de la loi, 1895.
- La Société future , P.-V. Stock, 1895
- La Grande Famille, P.-V. Stock, 1896.
- L'Individu et la Société, P.-V. Stock, 1897
- L’Anarchie, son but, ses moyens, P.-V. Stock, 1899, texte intégral.
- La Colonisation, Les Temps Nouveaux, no 15, 1900.
- Les Aventures de Nono (ill. Oswald Heidbrinck), P.V. Stock, 1901 (lire en ligne), Lire sur wikisource.
- Terre libre : les Pionniers, Paris, Librairie des Temps nouveaux, 1908, Éditions Noir et rouge, coll. « Libertés enfantines », 173 p., 2015, notice critique.
- Réformes, révolution, 1910.
- « Diagnostic de l’état du mouvement anarchiste en 1911 », in L’Entente pour l’action, Les Temps Nouveaux, décembre 1911, texte intégral.
- Sur le traité de paix, 1919.
- Au travail, 1919.
- En société anarchiste - comment se conduira l'individu, Éditions Lucifer, 44, rue de la Fusterie, Bordeaux, 1919.
- Le Mouvement libertaire sous la IIIe République, Souvenirs d'un révolté, Paris, Les œuvres représentatives, 1930.
- À propos d'attentats ; l'Impasse : Dans l'Internationale Anarchiste ; Patriotisme Capitaliste, Paris, Robinson, 1932, notice, (OCLC 459549745).
- Ce que nous voulons, Paris, Mazeto Square, coll. « Ab initio », 2015, 20 p.  (ISBN 978-2-919229-08-6)
- Mémoires d'un anarchiste : 1854-1920, Paris, éditions du Sextant, 2009,  (ISBN 2849780286).

### Éditions récentes
- Jean Grave, La colonisation, suivi de Paul Vigné d'Octon, Le Massacre d’Ambiky, Éditions du Sextant, 2019, 60 pp.

### Anthologies
- Ce que nous voulons: et autres textes anarchistes (La Colonisation, Le Machinisme, La Panacée-Révolution), Fayard/Mille et une nuits, 2012,  (ISBN 978-2755506570).